# Hans Lehmann
Pour les articles homonymes, voir Lehmann.

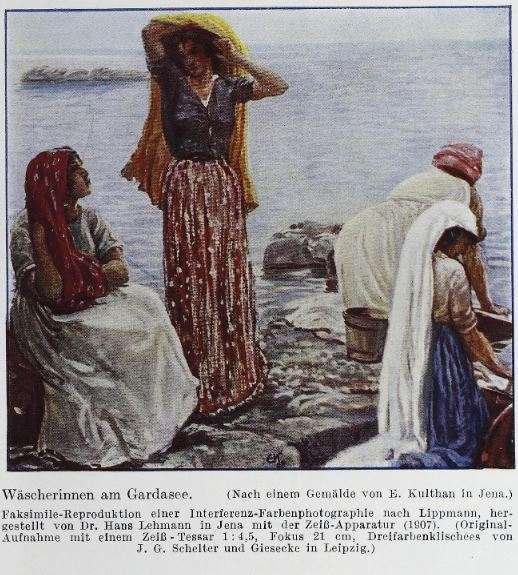
Autochrome d'une photographie interférentielle d'une peinture de Erich Kuithan 1907

Hans Lehmann, né à Leipzig le 9 novembre 1875 et mort à Todtmoos le 22 septembre 1917 est un physicien spécialisé dans l’optique et la photographie

## Biographie
Il fait ses études à Liepzig puis à Fribourg et obtient un doctorat en physique sur la spectroscopie en 1901. Il commence sa carrière dans l’entreprise de télescope C. A. Steinheil & Söhne à Munich.
À partir de 1905, il travaille chez Carl Zeiss à Iéna. Jusqu’en 1909, il conduit de nombreuses études pour simplifier puis industrialiser la photographie interférentielle inventée par Gabriel Lippmann. L'entreprise Zeiss commercialise un appareil photo à mercure d'usage aisé et un système de projection de plaques interférentielles en grand format,.
Il invente une nouvelle gélatine sans grain au bromure d'argent pour obtenir des temps de pause plus courts et un rendu précis de toutes les longueurs d'onde visibles. Les plaques sèches avec cette gélatine sont fabriquées par Trockenplattenfabrik  l'usine de Richard Jahr à Dresde. La photographie interférentielle est à son apogée.
Vers 1910, Zeiss abandonne cette technologie, les autochromes beaucoup plus aisés d'usage ont supplanté la photographie interférentielle.
En 1911, Hans Lehmann dirige le département scientifique de Ernemann-Werken AG à Dresde, il traite principalement des problèmes de cinématographie, en particulier du ralenti. Il a également construit un appareil pour la projection d'images stéréoscopiques colorées.